# Caloptilia panchrista
Caloptilia panchrista là một loài bướm đêm thuộc họ Gracillariidae. Nó được tìm thấy ở Queensland.